# Ixonanthes
Ixonanthes je maleni rod drveća iz porodice Ixonanthaceae. Pripada mu tri vrste iz Indije (Assam), južne Kine (uključujući Hainan), Indokine, Malezije (bez Jave, Mali sundskih otoka i Molučkih otoka)
Rod je opisan u Malayan Miscellanies 2(7): 51. 1822

## Vrste
1. Ixonanthes icosandra Jack
2. Ixonanthes petiolaris Blume
3. Ixonanthes reticulata Jack

## Sinonimi
- Brewstera M.Roem.; Fam. Nat. Syn. Monogr. 1: 132, 141 (1846)
- Discogyne Schltr.; Bot. Jahrb. Syst. 52: 123 (1914)
- Emmenanthus Hook. & Arn.; Bot. Beech. Voy. 217 (1836)
- Pierotia Blume; Mus. Bot. Lugd. Bat. 1: 179 (1850)